# Muharrem Demirok
Muharrem Daniel Demirok (uttal [mʊˈharːɛm ˈdɛmːɪrɔk]), född 3 oktober 1976 i Huddinge församling i Stockholms län, är en svensk politiker som var partiledare för Centerpartiet 2023–2025. Han meddelade sin avgång 24 februari 2025, och efterträddes av Anna-Karin Hatt den 3 maj samma år.
Demirok valdes till ledamot i riksdagen vid riksdagsvalet 2022, efter att dessförinnan ha varit kommunalråd i Linköpings kommun.

## Biografi
Demirok växte upp i Stockholmsförorten Vårby gård med en svensk mor och en far från Kulu, Turkiet, som kom till Sverige under 1970-talet.
Demirok gick 1993–1995 ekonomisk linje på Botvidsgymnasiet i Botkyrka kommun. Därefter arbetade han under två år som lokalvårdare på ISS A/S i Stockholm. År 1998 blev han student vid Linköpings universitet, där han 2003 avlade kandidatexamen i statsvetenskap. År 2000 studerade han statsvetenskap vid universitetet i Newcastle i Australien.
Demirok gick med i Centerpartiet 2002. Han var från 2005 till 2013 ledamot i Centerpartiets partistyrelse. Demirok var kommunalråd mellan 2009 och 2022 i Linköpings kommun, där han var kommunalråd för miljö- och samhällsbyggnadsfrågor samt förste vice ordförande i kommunstyrelsen. Han valdes för andra gången in i Centerpartiets partistyrelse 2019.
Demirok är ledamot i riksdagen sedan riksdagsvalet 2022, och var 2022–2023 utbildningspolitisk talesperson för Centerpartiet, ledamot i utbildningsutskottet och suppleant i arbetsmarknadsutskottet.
Den 2 februari 2023 efterträdde han Annie Lööf som partiledare för Centerpartiet. I november 2024 krävde CUF:s ordförande Caroline von Seth Demiroks avgång som partiledare på grund av "bristande ledarskap". Efter två år som partiledare meddelade Demirok i februari 2025 sin avsikt att lämna partiledarposten. Han efterträddes av Anna-Karin Hatt efter att hon blev vald till ny partiledare vid en extra partistämma den 3 maj 2025.
Han var ordförande för Åtvidabergs FF under perioden 2016–2018.

### Privatliv
Demirok hade tidigare både svenskt och turkiskt medborgarskap. I samband med partiledarvalet 2023 inledde han en process för att avsäga sig sitt turkiska medborgarskap och i maj samma år meddelade han att han inte längre var turkisk medborgare. Han kallar sig själv för "kulturell muslim" men har uppgett att han inte är praktiserande. Han är förlovad med Sara Larsson och har tre barn.
Demirok dömdes 1995 för misshandel till dagsböter och 1999 för misshandel med påföljderna villkorlig dom samt samhällstjänst och böter.